# Foho Lebometa
Der Foho Lebometa ist ein Berg im Westen der Aldeia Gomes Araujo (Suco Lahane Ocidental, Verwaltungsamt Vera Cruz, Gemeinde Dili), etwa drei Kilometer von der Nordküste Timors entfernt. Der Berg mit einer Höhe von 331 m liegt nah der Grenze zum Suco Vila Verde. Die Hügelkette führt nach Süden in die Gemeinde Aileu und nach Norden bis zum Foho Manometa.
Eine kleine Straße führt zu einigen Häusern auf dem Gipfel.